# Giáo dục nghề
Giáo dục nghề nghiệp là giáo dục chuẩn bị cho người làm việc trong ngành thương mại, nghề thủ công, kỹ thuật viên, hoặc trong các nghề chuyên nghiệp như kỹ thuật, kế toán, điều dưỡng, y khoa, kiến trúc, hoặc luật pháp. Thủ công nghề nghiệp thường dựa trên các hoạt động thủ công hoặc thực tiễn và thông thường là phi học thuật nhưng liên quan đến một nghề hoặc ngành nghề cụ thể. Giáo dục dạy nghề đôi khi được gọi là giáo dục nghề nghiệp hoặc giáo dục kỹ thuật.
Giáo dục dạy nghề có thể được thực hiện ở bậc trung học, sau trung học, giáo dục phổ thông và trình độ cao hơn; Và có thể tương tác với hệ thống học nghề. Ở cấp trung học, giáo dục nghề nghiệp thường được cung cấp bởi các trường chuyên nghiệp, các trường kỹ thuật, các trường cao đẳng cộng đồng, các trường cao đẳng của Vương quốc Anh, các trường đại học, viện công nghệ / các viện bách khoa.Cho đến gần đây, hầu hết giáo dục nghề nghiệp đã diễn ra trong lớp học, hoặc tại nơi làm việc, với học sinh học các kỹ năng thương mại và lý thuyết thương mại từ các giáo sư được công nhận hoặc các chuyên gia được thành lập. Tuy nhiên, giáo dục dạy nghề trực tuyến đã phát triển trở nên phổ biến và làm cho sinh viên dễ dàng hơn bao giờ hết học các kỹ năng thương mại khác nhau và kỹ năng mềm từ các chuyên gia được thành lập trong ngành.